# Saint-Jean-d'Avelanne
Saint-Jean-d'Avelanne is een gemeente in het Franse departement Isère (regio Auvergne-Rhône-Alpes). De plaats maakt deel uit van het arrondissement La Tour-du-Pin. Saint-Jean-d'Avelanne telde op 1 januari 2022 979 inwoners. 

## Geografie
De oppervlakte van Saint-Jean-d'Avelanne bedroeg op 1 januari 2022 7,85 vierkante kilometer; de bevolkingsdichtheid was toen 124,7 inwoners per km².

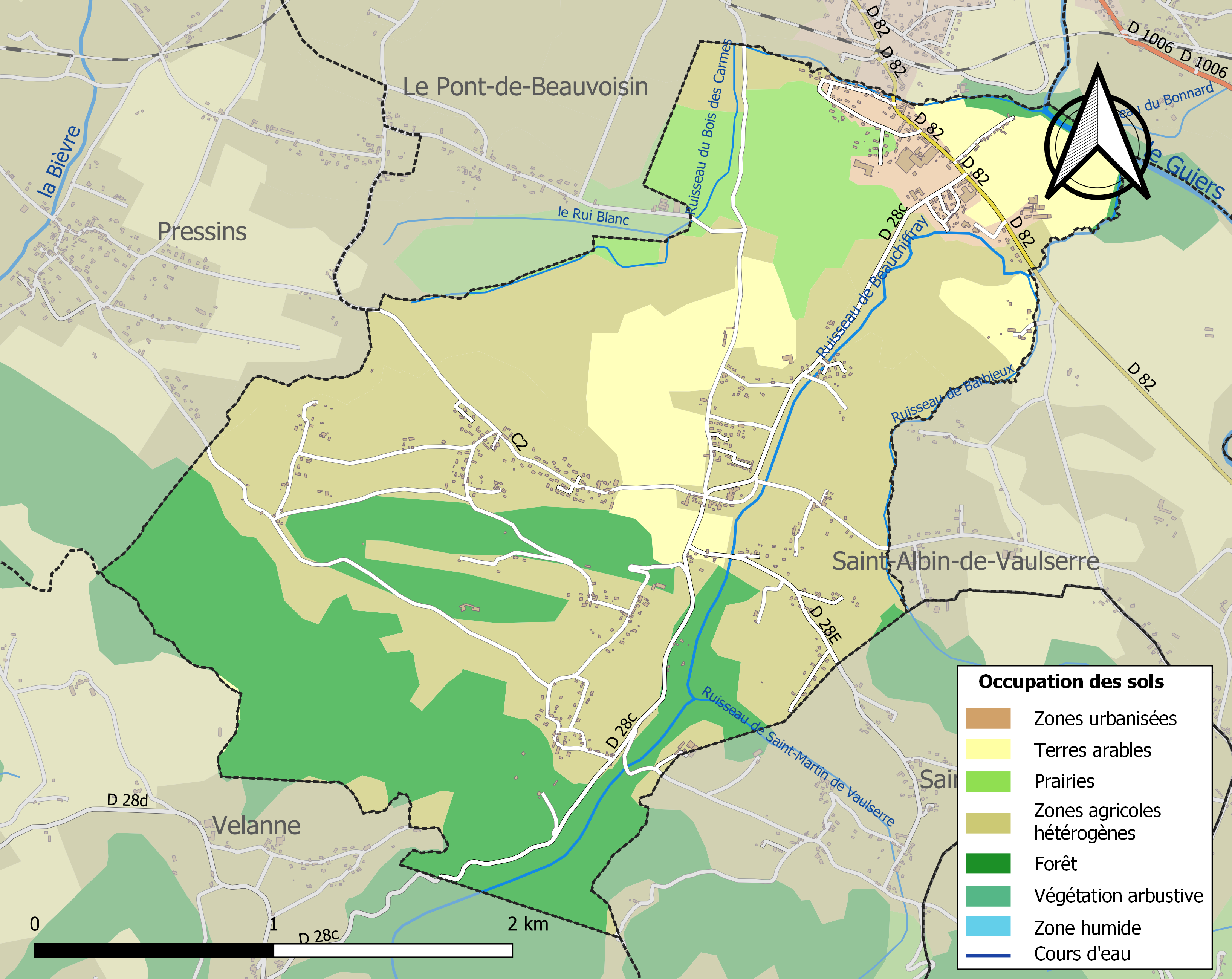
Kaart van de gemeente met de belangrijkste infrastructuur, bodemgebruik en omliggende gemeenten

## Demografie
Onderstaande figuur toont het verloop van het inwonertal (bron: INSEE-tellingen).